# Conner Frankamp
Conner Michael Frankamp (Wichita, 16 luglio 1995) è un cestista statunitense naturalizzato georgiano.